# Ford Performance

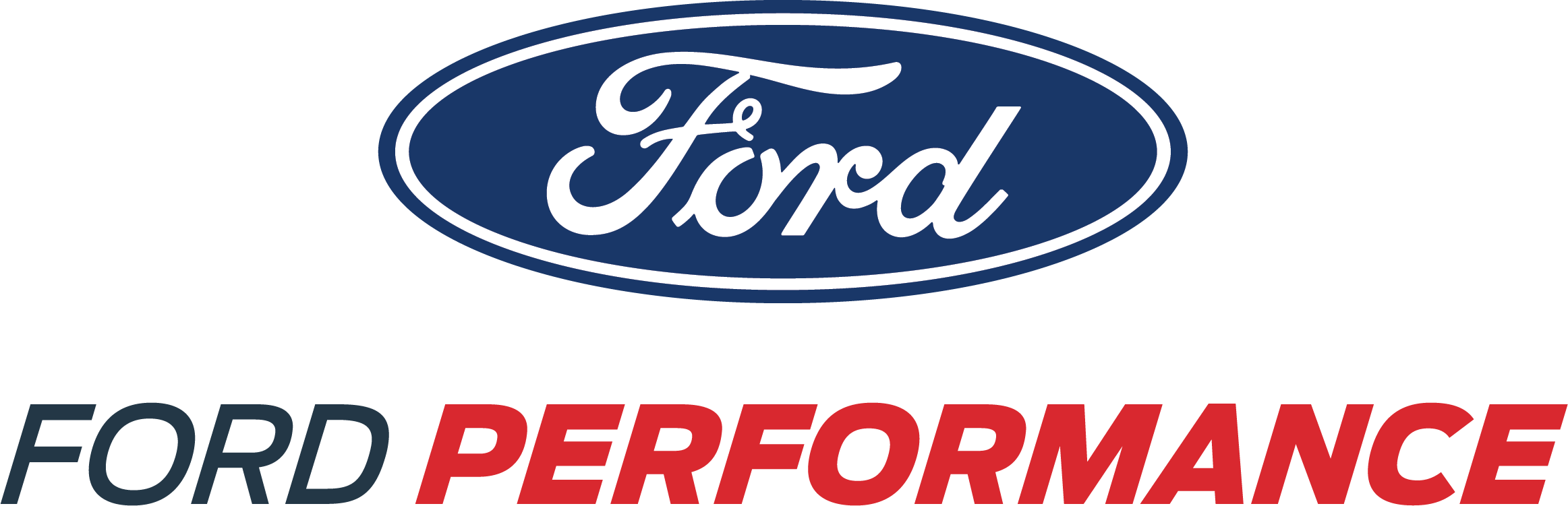

Ford Performance (anteriormente Ford Racing) é a divisão de alto desempenho da Ford Motor Company e o nome multinacional usado para suas atividades de automobilismo e corrida.

## Equipes

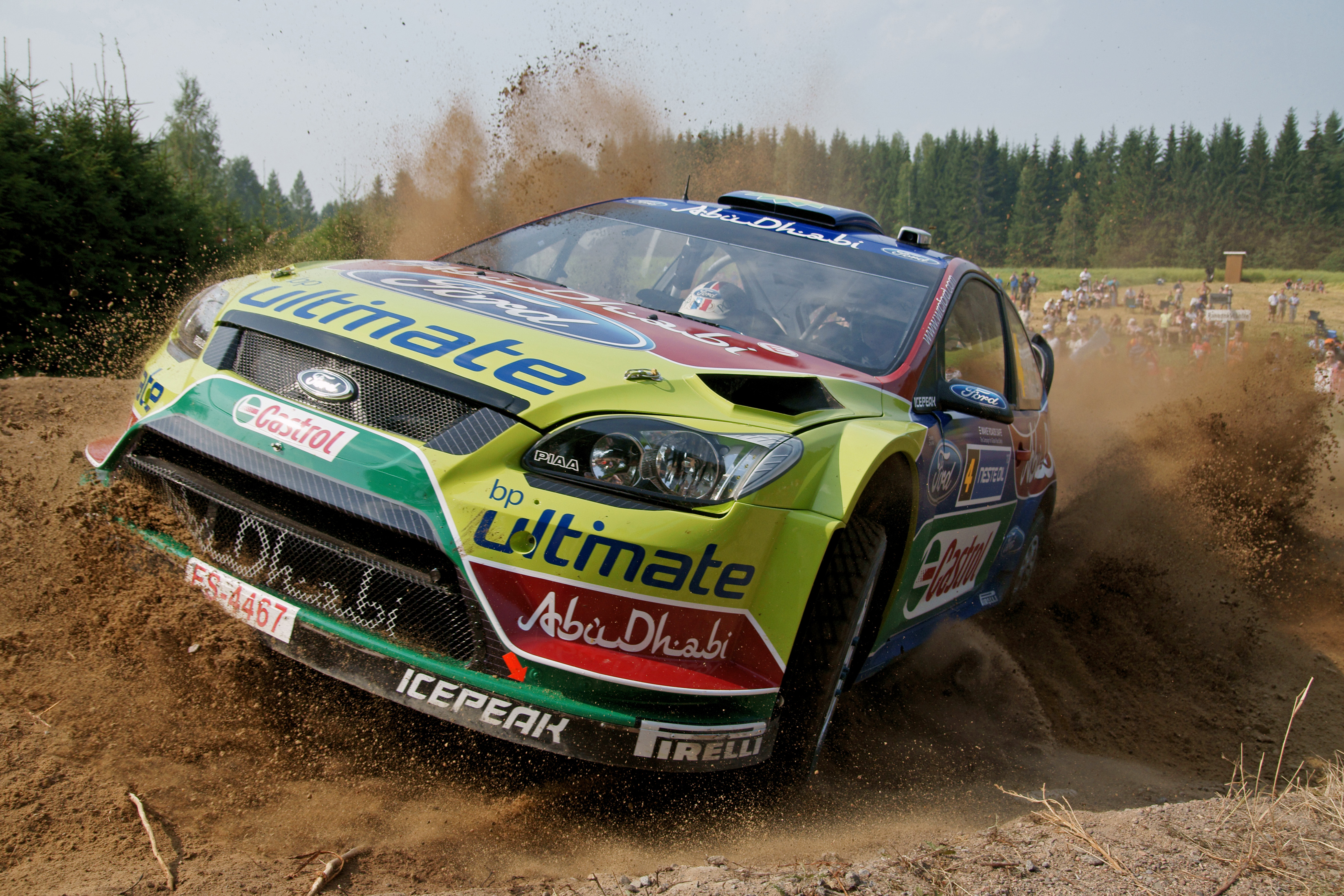
Jari-Matti Latvala's BP-Ford World Rally Team car